# Olly Flynn
Olly Flynn, wł. Oliver Thomas Flynn (ur. 30 czerwca 1950 w Ipswich) – brytyjski lekkoatleta, chodziarz, mistrz igrzysk Wspólnoty Narodów w 1978, olimpijczyk.

## Kariera sportowa
Na igrzyskach Wspólnoty Narodów reprezentował Anglię, a na pozostałych dużych imprezach międzynarodowych Wielką Brytanię.
Zajął 14. miejsce w chodzie na 20 kilometrów na igrzyskach olimpijskich w 1976 w Montrealu.
Zdobył złoty medal w chodzie na 30 kilometrów na igrzyskach Wspólnoty Narodów w 1978 w Edmonton, wyprzedzając Australijczyków Williego Sawalla i Tima Ericksona.
Dwukrotnie startował w pucharze świata, oba razy w chodzie na 20 kilometrów, zajmując następujące miejsca: 1975 w Le Grand-Quevilly – 8. miejsce i 1979 w Eschborn – 27. miejsce.
Był wicemistrzem Wielkiej Brytanii (AAA) w chodzie na 10 000 metrów w 1973 oraz brązowym medalistą na tym dystansie w 1972 i 1975, a także mistrzem Wielkiej Brytanii (RWA) w chodzie na 10 mil w 1975, 1976 i 1978, w chodzie na 20 kilometrów w latach 1974–1978 oraz w chodzie na 30 kilometrów w 1978.

## Rekordy życiowe
Olly Flynn miał następujące rekordy życiowe:
- chód na 20 000 metrów – 1:30:31,0 (1 czerwca 1975, Woodford)
- chód na 20 kilometrów – 1:27:35 (3 października 1976, Blackpool)
- chód na 30 kilometrów – 2:21:54 (17 czerwca 1978, Sheffield)